# 정왕어린이도서관
정왕어린이도서관은 경기도 시흥시 소재의 도서관이다.

## 연혁
- 2009년 11월 23일 개관

## 시설현황
- 2층: 어린이자료실, 사무실
- 1층: 영유아자료실, 전산실
- 지하1층: 문화교실, 서고, 소방펌프실, 집수정